# Dacus transversalis
Dacus transversalis är en tvåvingeart som beskrevs av White och Goodger 2009. Dacus transversalis ingår i släktet Dacus och familjen borrflugor.
Artens utbredningsområde är Malawi. Inga underarter finns listade i Catalogue of Life.